# 岡山市立鯉山小学校
岡山市立鯉山小学校（おかやましりつ りざんしょうがっこう）は、岡山県岡山市北区吉備津にある岡山市立小学校の一つである。略称は「鯉山」「鯉山小」。校舎は南館と北館があった南館があとにできました

## 概要
岡山市北区吉備津・惣爪とその一部周辺地域を校区とする。旧真金町の町域と同じ。

## 沿革

### 略歴
学校の起源は1874年（明治7年）、吉備津地区内の普賢院が運営していた「宮内学校」と近隣地区の妙見堂が運営していた「板倉学校」が合併して「鯉山小学校」と改称。その後1893年（明治26年）に「鯉山尋常小学校」になる。1947年（昭和22年）に現在の校名である「鯉山小学校」（2度目）となる。

### 年表
- 1873年（明治6年） - 普賢院によって「宮内学校」設立
- 1874年（明治7年） - 妙見堂の「板倉学校」と合併。校名を「鯉山小学校」とする。
- 1893年 - 校名を「鯉山尋常小学校」に改称。
- 1909年 - 現所在地に校舎が完成し、所在地を藤井高尚邸から移転。
- 1928年 - 鯉山尋常高等小学校に改称。
- 1941年 - 校名を「鯉山国民学校」に改称。
- 1947年（昭和22年） - 現在の校名である「鯉山小学校」に改称。（2度目）
- 1974年（昭和49年） - 創立100周年を迎え、百周年記念式を挙行。[3]

## 教育方針
校訓として校歌にも歌われている「じょうぶな体」「すなおな心」「かんがえる力」の三つがある。また、この校訓をもとに「愛」「夢」「挑戦」のスローガンを掲げている。このスローガンの意味としては、ふるさとや地域の人々を愛し、夢や希望の実現に向けて力強く取り組む子どもになってほしいという願いが込められている。そして、豊かな自然や文化、人々のなかで子供たちの自立に必要な力を育てることを目標としている。

## 年間行事
- 4月　入学式※、1学期始業式、開校記念式
- 5月　縦割りウォーク（後述）、学校公開日※※
- 6月　山の学校（4年生）、りざんまつり（後述）※※、メディアコントロール週間、ブラッシング指導
- 7月　海の学校（5年生）、保健集会、1学期終業式
- 9月　2学期始業式、秋季運動会※※
- 10月　修学旅行（6年生）、1日参観日※
- 11月　メディアコントロール週間、学習発表会※※、読書週間
- 12月　学校保健・給食運営委員会、ふれあいもちつき（後述）※※、2学期終業式
- 1月　3学期始業式、学校公開日※※、感謝の会※、なわとび大会
- 2月　ペース走
- 3月　6年生を送る会※、卒業証書授与式※、修了式[2]

注）※は保護者の参加が可能な行事。※※は保護者を含めた校区の住民の参加が可能な行事。
また、学校主催ではないが学校で開催される行事として8月に「りざん夜市」（鯉山小学校PTA主催、いわゆる夏祭り）、10月に「町内大運動会」（鯉山小学校学区の町内会主催）、不定期で防災訓練（高松公民館主催）などがある。

### 縦割りウォーク
- 1から6学年が縦割りで計20班に分かれ、吉備の中山へ登山を行う。中山茶臼山古墳（大吉備津彦命墓）上では班ごとに上級生考案のリクリエーションが行われる。なお、当日は給食が弁当仕様となる。

### りざん夜市
- １０月くらいに午後７時位から始まるお祭りです。いろいろなお店やスーパーボールすくいなどがあります

### ふれあいもちつき
- 三味線クラブ（後述）による演奏に合わせ餅をつく。運営は地元の三味線餅つき保存会の協力がある。[4]また、ついた餅は婦人会らによってきな粉がまぶられ、児童や教職員、保護者らが食す。くわえて、後日6年生によって一部地域住民に餅が配られる。

## 委員会・クラブ活動・スポーツ少年団
毎週月曜日6限目に各種委員会活動とクラブ活動を相互に行う。委員会は5,6年生、クラブ活動は4年生からの参加となる。また、これとは別に4～6年生を対象に特別クラブ活動として、毎週金曜日の放課後（6限目に相当）に地元有志らによる三味線クラブが行われている。これは、地域に残る伝統芸能である三味線餅つきを後世に伝承する目的で、児童らの要請で2000年（平成12年）から行われている。活動内容は主に、三味線餅つきで演奏する囃子の練習である。三味線と太鼓、摺鉦を担当するもので分かれて練習を行う。なお、前述の「ふれあいもちつき」だけでなく、正月三が日に吉備津神社で行われる、「三味線餅つき」や高松地域で開催される「まほろば祭り」など各種練習の成果を発表する場がある。この他にも、鯉山スポーツ少年団として計3競技の活動がされている。
- クラブ活動
  - 中スポーツ
  - 外スポーツ
  - 茶道クラブ
  - 手芸図工クラブ
  - ボードゲームクラブ
- 委員会
  - 運営委員会
  - 図書委員会
  - 放送委員会
  - 給食委員会
  - 保健委員会
  - 運営運動委員会
- 特別クラブ活動
  - 三味線クラブ
- 鯉山スポーツ少年団
  - ソフトボール
  - 剣道
  - バレーボール

## 校名の由来
江戸時代の学者である頼山陽が山陽道の旅中、吉備の中山を見て山体が鯉の形に似ているといったことから、同山が俗称として「鯉山」と呼ばれたことに由来する。

## 校歌
- 作詞・薬師寺孝子、作曲・多田敏子[8]
- 1953年（昭和28年）制定[9]

## 校章
「鯉」の字をデザインしたものをひし形で囲っており、全体黒色。上部は途切れている。下部は上部の途切れた幅に合わせて内部に向かって凸がある。

## 通学区域
- 校区と同じ、吉備津、惣爪とその周辺である。旧真金町町域。なお、近隣小学校区（中山小学校、加茂小学校、吉備小学校など）から距離的関係で鯉山小学校に通学する児童もごくまれに存在する。

- 登校は集団登校を採用しており、校区を12の区に分割して登校班を管理している。通学路はできるだけ交通量の少ない経路が設定されているが、朝夕の通り抜けの多い生活道路などはスクールゾーンに指定されている。

## 進学先中学校
公立学校の場合は岡山市立高松中学校へ通学する。

## その他
- 入学児童の半数近くが校区内に立地する岡山市立鯉山幼稚園または岡山市立吉備津保育園の出身である。
- 服装は学校指定の制服の着用を推奨している。
- 以前は校区で農業を営む家庭の児童の所属がほとんどで、卒業生が家業を継ぎ、その子供がまた入学するといった典型的な農村部の学校であったが、現在は岡山市、倉敷市、総社市の各中心部からほぼ中間点に立地するアクセスの良さからベッドタウンとして開発され、様々な家庭背景の児童が集っている。
- 1学年1～2クラスのため、全校人数は多くてもおおむね250人ほどである。なお、複数クラスある場合は順にA組、B組というようにアルファベットで組を区別する。

### 校友の道
- 校門に使用されていた石柱を用いて畳一畳半ほどの道を作り校友の道と名づけた。「入学するものはこの道を通って本校児童となり、卒業するものはこの道を通って本校校友となる。」とされている。昭和59年11月建立。[3]

### きらきらクラブ
- 学童保育。放課後午後5時までを目安に行う。放課後児童支援員やボランティアによって運営されている。

## 学区内の主な施設・史跡
- 岡山吉備津郵便局
- ヤマト運輸株式会社 吉備津営業所
- 株式会社トマト銀行 吉備津支店
- 吉備津駅
- 八晃運輸株式会社 西営業所
- 天満屋ハピーズ 吉備津店
- 株式会社セレマ 吉備津シティホール
- ジュンテンドー 吉備津店
- 医療法人緑樹会 渡辺医院
  - グループホーム グリーンビュー鯉山
  - サービス付き高齢者向け住宅 スカイビュー鯉山
- スマイル薬局 吉備津店
- ポニー薬局
- エンドウ歯科
- 竹谷歯科医院
- 手もみ屋本舗 吉備津店
- 株式会社千田組
- 株式会社岡山農工社
- 岡部機械
- ケイロン産業株式会社 岡山出張所
- 福本屋サラダ館 吉備津店
- 国道180号
- 岡山県道270号清音真金線
- 岡山県道389号吉備津松島線
- 岡山市消防局岡山西消防署吉備津出張所（岡山市消防局岡山西消防署高松出張所新築・移転のため廃止）[10]
- 吉備津神社
- 宇賀神社
- 普賢院
- 桃太郎（土産物産、食事処）
- 犬養毅（木堂）像
- 栄西禅師生誕地
- 藤井高尚旧邸
- 藤原成親遺跡
- 中山茶臼山古墳（吉備津彦命御陵）
- 妹尾太郎兼康の墓
- 吉備中山
- 金毘羅往来道標
- 福田海
- 鼻ぐり塚
- 吉備の中山細谷川
- 真金一里塚
- 板倉宿跡

## 著名な出身者
- 引地秀一郎（2013年3月卒業、東北楽天ゴールデンイーグルス、現役、投手、背番号39）

## アクセス
- 西日本旅客鉄道（JR西日本）吉備線吉備津駅から徒歩約4分。
- 備北バス（東総社経由「地頭」行き）で、「吉備津駅前」バス停下車 （下車後徒歩2分）
- 中鉄バス（国道180号方面「吉備津神社」行き）で、「吉備津神社」終点バス停下車 （下車後徒歩約3分）（現在休止中）
- 中鉄バス（国道180号方面「稲荷山」行き、または「大井行き」）で、「吉備津神社参道口」バス停下車 （下車後徒歩約2分）（現在休止中）

## 通学区域が隣接している学校
- 岡山市立加茂小学校
- 岡山市立庄内小学校
- 岡山市立中山小学校
- 岡山市立陵南小学校
- 岡山市立吉備小学校
- 倉敷市立庄小学校

## 参考資料
- 「鯉山小学校（りざんしょうがっこう）」（岡山市）http://www.city.okayama.jp/contents/000237797.pdf
- 「第26回備中高松まほろば祭り」（岡山西商工会）http://okayamanishi.or.jp/cgi-image/581/581_MLhIssqqxQhCadMBCOOpVQeorRnJDQWacoKSSztqapqPnkWIwR.pdf